# Olympische Sommerspiele 2020/Teilnehmer (Ghana)
| Gelbes Symbol für Goldmedaillen mit stilisierten Olympischen Ringen | Graues Symbol für Silbermedaillen mit stilisierten Olympischen Ringen | Braundes Symbol für Bronzemedaillen mit stilisierten Olympischen Ringen |
| ------------------------------------------------------------------- | --------------------------------------------------------------------- | ----------------------------------------------------------------------- |
| —                                                                   | —                                                                     | 1                                                                       |

Ghana nahm an den Olympischen Spielen 2020 in Tokio teil. Es war die insgesamt 15. Teilnahme an Olympischen Sommerspielen.

## Fahnenträger
Am 7. Juli 2021 gab das Ghana Olympic Committee (GOC) bekannt, dass die Dreispringerin Nadia Eke als Fahnenträgerin ausgewählt wurde. Eke ist nach Vida Anim 2004 und Flings Owusu-Agyapong 2016 die dritte weibliche Fahnenträgerin Ghanas.

## Medaillen

### Medaillenspiegel
| Rang   | Sportart | Gold | Silber | Bronze | Gesamt |
| ------ | -------- | ---- | ------ | ------ | ------ |
| 1      | Boxen    | –    | –      | 1      | 1      |
| Gesamt | Gesamt   | 0    | 0      | 1      | 1      |

### Medaillengewinner
| Name/n       | Sportart | Wettkampf    |
| ------------ | -------- | ------------ |
| Bronze       |          |              |
| Samuel Takyi | Boxen    | Federgewicht |

## Teilnehmer nach Sportarten

### Boxen
Durch den Viertelfinalsieg am 1. August 2021 sicherte sich Samuel Takyi die erste Medaille Ghanas bei Olympischen Spielen seit 1992.
| Athleten        | Wettbewerb                  | 1. Runde | 1. Runde | Achtelfinale | Achtelfinale | Viertelfinale | Viertelfinale | Halbfinale    | Halbfinale    | Finale        | Finale        | Rang   |
| Athleten        | Wettbewerb                  | Gegner   | Ergebnis | Gegner       | Ergebnis     | Gegner        | Ergebnis      | Gegner        | Ergebnis      | Gegner        | Ergebnis      | Rang   |
| --------------- | --------------------------- | -------- | -------- | ------------ | ------------ | ------------- | ------------- | ------------- | ------------- | ------------- | ------------- | ------ |
| Männer          |                             |          |          |              |              |               |               |               |               |               |               |        |
| Sulemanu Tetteh | Fliegengewicht bis 52 kg    | R. Marte | 3:2      | Y. Veitía    | 0:5          | ausgeschieden | ausgeschieden | ausgeschieden | ausgeschieden | ausgeschieden | ausgeschieden | 9      |
| Samuel Takyi    | Federgewicht bis 57 kg      | Freilos  | Freilos  | J. Caicedo   | 5:0          | C. Ávila      | 3:2           | D. Ragan      | 1:4           | ausgeschieden | ausgeschieden | Bronze |
| Shakul Samed    | Halbschwergewicht bis 81 kg | Freilos  | Freilos  | B. Malkan    | RSC2         | ausgeschieden | ausgeschieden | ausgeschieden | ausgeschieden | ausgeschieden | ausgeschieden | 9      |

### Gewichtheben
| Athleten        | Wettbewerb                      | Reißen  | Reißen | Stoßen  | Stoßen | Zweikampf | Zweikampf |
| Athleten        | Wettbewerb                      | Gewicht | Rang   | Gewicht | Rang   | Gewicht   | Rang      |
| --------------- | ------------------------------- | ------- | ------ | ------- | ------ | --------- | --------- |
| Christian Amoah | Mittelschwergewicht (bis 96 kg) | 145 kg  | 14     | 170 kg  | 13     | 315 kg    | 12        |

### Judo
| Athleten     | Wettbewerb | 1. Runde | 1. Runde | 2. Runde   | 2. Runde | Achtelfinale  | Achtelfinale  | Viertelfinale | Viertelfinale | Halbfinale / Trostrunde | Halbfinale / Trostrunde | Finale / Platz 3 | Finale / Platz 3 | Rang |
| Athleten     | Wettbewerb | Gegner   | Ergebnis | Gegner     | Ergebnis | Gegner        | Ergebnis      | Gegner        | Ergebnis      | Gegner                  | Ergebnis                | Gegner           | Ergebnis         | Rang |
| ------------ | ---------- | -------- | -------- | ---------- | -------- | ------------- | ------------- | ------------- | ------------- | ----------------------- | ----------------------- | ---------------- | ---------------- | ---- |
| Männer       |            |          |          |            |          |               |               |               |               |                         |                         |                  |                  |      |
| Kwadjo Anani | bis 90 kg  | Freilos  | Freilos  | Gwak D.-h. | 0:10     | ausgeschieden | ausgeschieden | ausgeschieden | ausgeschieden | ausgeschieden           | ausgeschieden           | ausgeschieden    | ausgeschieden    | 17   |

### Leichtathletik

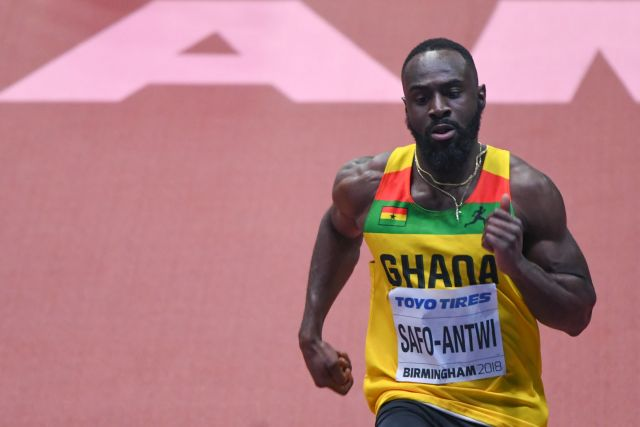
Sean Safo-Antwi (2018)

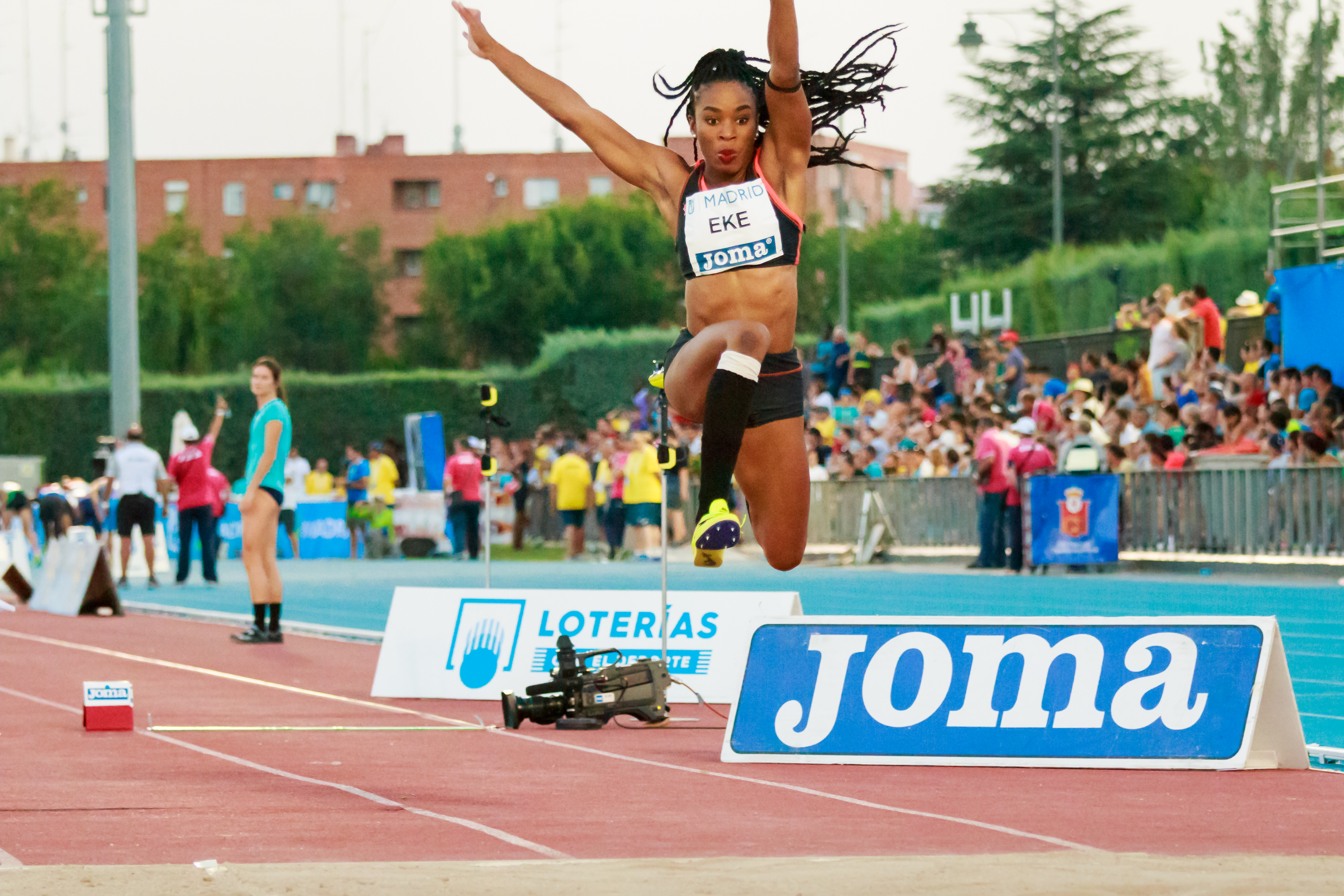
Nadia Eke (2017)

Laufen und Gehen 
| Athleten                                                                                         | Wettbewerb | Vorlauf      | Vorlauf | Halbfinale    | Halbfinale    | Finale        | Finale        | Rang |
| Athleten                                                                                         | Wettbewerb | Zeit         | Rang    | Zeit          | Rang          | Zeit          | Rang          | Rang |
| ------------------------------------------------------------------------------------------------ | ---------- | ------------ | ------- | ------------- | ------------- | ------------- | ------------- | ---- |
| Männer                                                                                           |            |              |         |               |               |               |               |      |
| Benjamin Azamati                                                                                 | 100 m      | 10,13 s      | 21      | ausgeschieden | ausgeschieden | ausgeschieden | ausgeschieden | 21   |
| Joseph Paul Amoah                                                                                | 200 m      | 20,35 s      | 8       | 20,27 s       | 13            | ausgeschieden | ausgeschieden | 13   |
| Joseph Paul Amoah Benjamin Azamati Sean Safo-Antwi Emmanuel Yeboah Sarfo Ansah Joseph Oduro Manu | 4 × 100 m  | 38,08 s (NR) | 5       | —             | —             | DSQ           | DSQ           | 8    |

 Springen und Werfen 
| Athleten  | Wettbewerb | Qualifikation | Qualifikation | Finale        | Finale        | Rang |
| Athleten  | Wettbewerb | Weite         | Rang          | Weite         | Rang          | Rang |
| --------- | ---------- | ------------- | ------------- | ------------- | ------------- | ---- |
| Frauen    |            |               |               |               |               |      |
| Nadia Eke | Dreisprung | NMW           | 33            | ausgeschieden | ausgeschieden | 33   |

### Schwimmen
| Athleten       | Wettbewerb          | Vorlauf      | Vorlauf | Halbfinale    | Halbfinale    | Finale        | Finale        | Rang |
| Athleten       | Wettbewerb          | Zeit         | Rang    | Zeit          | Rang          | Zeit          | Rang          | Rang |
| -------------- | ------------------- | ------------ | ------- | ------------- | ------------- | ------------- | ------------- | ---- |
| Frauen         |                     |              |         |               |               |               |               |      |
| Unilez Takyi   | 50 m Freistil       | 27,85 s      | 57      | ausgeschieden | ausgeschieden | ausgeschieden | ausgeschieden | 57   |
| Männer         |                     |              |         |               |               |               |               |      |
| Abeiku Jackson | 100 m Schmetterling | 53,39 s (NR) | 45      | ausgeschieden | ausgeschieden | ausgeschieden | ausgeschieden | 45   |